# Donna Leon – Venezianisches Finale
Venezianisches Finale ist ein deutscher Fernsehfilm von Sigi Rothemund aus dem Jahr 2003, der auf dem gleichnamigen Roman von Donna Leon basiert. Es handelt sich um den 5. Filmbeitrag der Donna-Leon-Filmreihe. Die Romanvorlage erschien bereits 1993 auf Deutsch und war der erste Band der Brunetti-Romane.

## Handlung
Commissario Brunetti ermittelt im Fall des Operndirigenten Helmut Wellauer, der vergiftet in der Garderobe aufgefunden wurde. Brunetti erfährt, dass der Stardirigent um sich herum sehr viele „Feinde“ hatte, denn seine Art, mit den Leuten umzugehen, brachte ihm wenig Zuneigung ein. Nach Angaben der Betroffenen hatte Wellauer Spaß daran, Macht auszuüben, Karrieren zu fördern oder zu zerstören, je nach Lust und Laune. So hatte er einem berühmten Opernsänger versprochen, als Gegenleistung für dessen Zusage, bei einer von Wellauers Inszenierungen mitzuwirken, für eine Freundin ein Engagement bei den Händelfestspielen zu verschaffen. Diese Zusage hatte er nicht eingehalten, was zu einem Disput zwischen dem Tenor und dem Dirigenten führte.
Des Weiteren ahndete Wellauer sämtliche Undiszipliniertheiten von Sängern oder Instrumentalisten mit verletzenden Bemerkungen. Ebenso hatte er sehr antiquierte Moralvorstellungen; die lesbische Beziehung der Sopranistin Flavia Petrelli war ihm ein Dorn im Auge. Petrelli macht keinen Hehl aus ihrer Verachtung gegenüber dem Dirigenten.
Brunettis Vorgesetzter Vice-Questore Patta drängt den Commissario, den Fall mit Priorität, aber auch äußerster Diskretion zu behandeln. Er hält die wesentlich jüngere Ehefrau von Wellauer für durchaus verdächtig, doch auf Brunetti macht sie einen authentischen Eindruck. Ihre Bestürzung über den überraschenden Tod scheint ihm echt zu sein.
Im Gespräch mit dem ersten Geiger aus Wellauers Orchester erfährt der Commissario von beginnenden Selbstzweifeln des Dirigenten. Seiner Meinung nach machte ihm in letzter Zeit das Alter massive Probleme. Durch die Recherche in Wellauers Terminkalender wird Brunetti auf einen Arzttermin aufmerksam. Er befragt den behandelnden Arzt, der von einem deutlichen Hörverlust des Dirigenten berichtet. Aufgrund der Nebenwirkung eines Antibiotikums hatte sich Wellauers Hörvermögen derart verschlechtert, dass eine komplette Taubheit drohte. Brunetti befragt daraufhin Wellauers einzigen Freund, ob er ihm von seinen gesundheitlichen Problemen berichtet hätte. So erfährt Brunetti, dass Wellauer einmal geäußert hat, lieber dem Ganzen ein Ende zu machen, als alt und gebrechlich zu werden. Damit liegt nahe, dass der Dirigent möglicherweise Selbstmord begangen hat.
Diese Theorie erhärtet sich, als Brunetti noch einmal mit der Witwe des Opfers spricht. Sie ist Ärztin und gibt nun zu, ihrem Mann bewusst Gentamicin gespritzt zu haben, wohl wissend, dass er dadurch sein Gehör verlieren werde. Er hatte sich an ihrer Tochter aus erster Ehe vergangen und aus Rache wollte sie ihm das nehmen, was ihm am meisten bedeutete – die Musik. Aus Verzweiflung darüber vergiftete Wellauer sich dann selbst. Allerdings wollte er sich seinerseits auch an seiner Frau rächen und versuchte, die Spuren so zu legen, dass man sie für seine Mörderin halten würde.
In einem Nebenstrang ermittelt Brunetti, dass Wellauer schon vor Jahrzehnten durch Pädophilie aufgefallen war und dass er das Leben von Sängerinnen zerstörte. Drei Schwestern, die erfolgreich sangen, wurden von Wellauer vernichtet, indem er sich an der jüngsten Schwester sexuell verging, sie schwängerte und sie dann in einem Hotel ohne angemessene medizinische Betreuung abtreiben ließ. Durch Blutverlust kam sie dort in tagelanger Qual zu Tode. Die eine Schwester wanderte aus, die andere blieb in Venedig, bekam aber aufgrund des Einflusses Wellauers nie mehr ein Engagement an einer Bühne und verarmte daraufhin.
In den Abschlussszenen duldet Brunetti, dass die Ehefrau, die ihrem Mann das Gehör nahm, mit dem Flugzeug Venedig verlassen kann, ohne wegen Körperverletzung belangt zu werden. Er ist sich mit Patta „einig“, dass Wellauers Tod Selbstmord war.

## Produktionsnotizen
Venezianisches Finale wurde in Venedig gedreht und am 23. Oktober 2003 um 20:15 Uhr auf Das Erste erstausgestrahlt.

## Kritik
Die Kritiker der Fernsehzeitschrift TV Spielfilm zeigten mit den Daumen zur Seite und merkten kritisch an: „Deutsche Behäbigkeit in schicker Venedigkulisse.“